# Magliano Sabina
Magliano Sabina là một đô thị ở tỉnh Rieti trong vùng Latium, có khoảng cách khoảng 50 km về phía bắc của Roma và cách khoảng 30 km về phía tây của Rieti. Tại thời điểm ngày 31 tháng 12 năm 2004, đô thị này có dân số 3.829 người và diện tích là 43,7 km².
Magliano Sabina giáp các đô thị: Calvi dell'Umbria, Civita Castellana, Collevecchio, Gallese, Montebuono, Orte, Otricoli.